# Чертак-Таш
Чертак-Таш (кирг. Чертак-Таш) — село в Ноокенском районе Джалал-Абадской области Кыргызстана. Входит в состав Аралского айылного аймака.

## География
Село расположено в южной части области, на правом берегу реки Тентяксай, на расстоянии приблизительно 5 километров (по прямой) к югу от села Масы, административного центра района. Абсолютная высота — 621 метр над уровнем моря.

## Население
Согласно оценочным данным Национального статистического комитета Кыргызской Республики, численность населения села на начало 2023 года составляла 1330 человек.
| год     | 2009 | 2014 | 2015 | 2020 | 2021 | 2023 |
| ------- | ---- | ---- | ---- | ---- | ---- | ---- |
| человек | 884  | 1041 | 1032 | 1247 | 1282 | 1330 |